# Felsenaubrücke
Die Felsenaubrücke verbindet das Berner Felsenauquartier über die Aare hinweg mit der Gemeinde Bremgarten. Die Betonbrücke wurde 1949 errichtet und ersetzte die 1928 durch das Berner Sappeur-Bataillon erstellte Holzbrücke. Zuvor verkehrte seit 1877 zwischen der Felsenau (Fährstrasse) und Bremgarten die Bremgarten-Fähre.
Die 63 Meter lange und 8 Meter hohe Strassenbrücke ist nicht zu verwechseln mit dem sich in der Nähe befindenden Autobahnviadukt, bekannt als Felsenauviadukt und in der Literatur meist als Felsenaubrücke Bern bezeichnet, einem Bestandteil der Autobahn A1.

## Weblinks

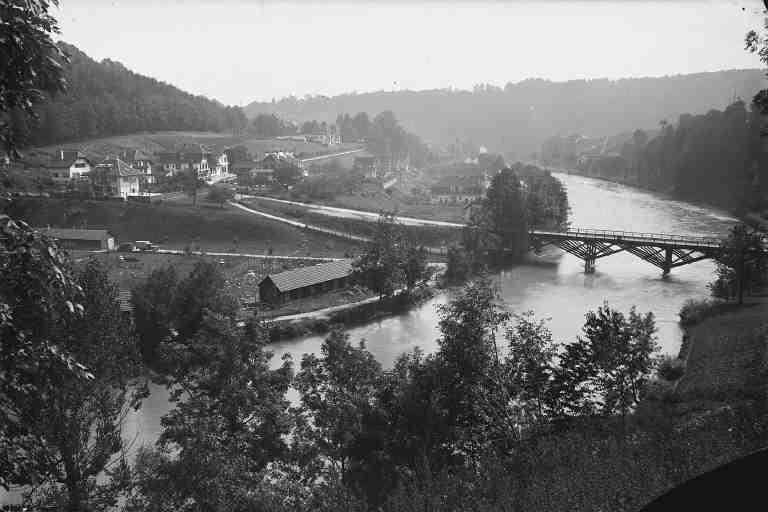
Alte Felsenaubrücke (ca. 1930)